# Uhříněveská sokolovna
Sokolovna v Uhříněvsi v Praze stojí v centru města jižně od zámku na pozemku parcelní číslo 102. Národní památkový ústav podal návrh na prohlášení sokolovny kulturní památkou, Ministerstvo kultury ČR však této žádosti dne 20. září 2004 nevyhovělo.

## Historie
TJ Sokol Uhříněves byl založen roku 1891 za pomoci TJ Sokol Žižkov a Královské Vinohrady. Roku 1894 byl zakoupen pozemek a v prosinci 1895 odsouhlaseny plány pana Eduarda Sochora, který je jednotě věnoval. Stavba začala zjara 1896 a dne 30. srpna téhož roku byla sokolovna slavnostně otevřena.

## Popis
Sokolovna byla postavena v historizujícím secesním stylu; provedením se však v detailu odlišuje od projektu. Dochované je technické řešení stropní konstrukce sálu včetně detailů maleb a dochované je zčásti také původní funkční vybavení, například kruhy, kolovadla nebo kůň.